# Eleocharis canindeyuensis
Eleocharis canindeyuensis là loài thực vật có hoa trong họ Cói. Loài này được Mereles & S.González mô tả khoa học đầu tiên năm 2003.